# Delilah et Julius
Delilah et Julius (Delilah and Julius) est une série télévisée d'animation canadienne en 52 épisodes de 22 minutes créée par Suzanne Chapman et Steven JP Comeau, diffusée entre le 14 août 2005 et le 16 août 2008 sur Teletoon et Télétoon.
En France, la série est diffusée sur Canal+ Family.[réf. souhaitée]

## Synopsis
Delilah & Julius présente les aventures de deux espions adolescents, alliant style et talent, qui parcourent la planète pour déjouer des complots visant la domination du monde. Ils neutralisent de sinistres scélérats grâce à leur savoir-faire ainsi qu'à leur panoplie de gadgets fantastiques, leur connaissance des arts martiaux et leur instinct de tueur remarquable. Delilah & Julius résident tous les deux à l'Académie, une école où sont formés de jeunes espions. Nos jeunes espions peuvent maintenant compter l'un sur l'autre comme sur l'Académie. Le danger et l'ivresse de leurs missions les rapprocheront-ils encore plus ? Que ce soit en se protégeant de leurs rivaux académiciens ou en s'attaquant à des missions périlleuses et quasi impossible à réaliser, Delilah & Julius sauvent le monde, un crime à la fois.

## Personnages

### Personnages principaux
- Delilah Devonshire : Delilah a une personnalité très déterminée et est avide de vérité. En fait, la plus grande qualité de Delilah est son engagement pour la vérité. Par exemple, c'est aussi un de ses problèmes. Elle prend les choses sérieusement, mais elle peut tomber facilement dans certaines situations. Ses parents, deux espions célèbres, ont disparu alors qu'elle n'avait que cinq ans et sont présumés morts. Delilah refuse de croire cela, cependant, et elle est déterminée à savoir tout ce qu'elle peut à leur sujet et de prouver que la rumeur qu'ils étaient agents doubles est fausse. La relation de Delilah avec Julius est très importante pour elle et elle devient très jalouse lorsque Julius flirte avec d'autres filles. Elle apprécie avoir un partenaire comme Julius, et ensemble, ils sont capables de tout pour sauver l'humanité des méchants. Delilah a une forte volonté, de l'activité inventive, des ressources et fait preuve d'esprit. Elle est douée en escrime, les bonnes manières et les explosifs, et a toujours le temps d'apprendre quelque chose de nouveau qui peut être utile en mission.
- Julius Chevalier : Julius est souvent facétieux, mais est très déterminé et a une passion pour la lutte contre la criminalité. Lorsque Delilah est plus axé sur des objectifs, Julius est plus spontané. Il traite les situations comme elles se produisent et parvient à trouver le temps d'avoir du plaisir. Il aime le surf, la poésie et le yoga. Ses parents ont été tués en action alors qu'il n'avait que quatre ans, et Julius aimerait venger leur mort. Pour l'instant, il est réconforté par le fait qu'ils étaient considérés comme deux des plus grands espions de tous les temps. Julius est un gars décontracté et confiant. Cette confiance lui permet d'agir. Il ressemble à James Bond dans la mesure où il n'est pas ébouriffé, il pense rapidement. Il a un bon sens de l'humour et est très intuitif en ce qui concerne les besoins de sa partenaire, Delilah. Sous une nonchalance, arrogante extérieur il est un homme attentif et sensible - en particulier à l'égard Delilah. Il est calme et plein de ressources sous pression, mais a tendance à être un peu négligent lorsque la pression est éteint. Il essaie souvent d'impressionner Delilah, et il devient extrêmement jaloux lorsqu'elle montre de l'intérêt pour d'autres garçons. Il a aussi un grand «six-pack» mais il se montre souvent sans le savoir.

### L'équipe de l'Académie
- Al : Al est le directeur de l'Académie, il est toujours très informé et informe Delilah et Julius de leur futur mission. Al est non seulement leur premier contact, guide et enseignant, mais il est aussi une figure parentale pour Delilah et Julius. Al dispose d'un esprit libre et parle comme un mi-70 de surfeur californien / hippie. Il se passionne pour l'alimentation et de la culture et a un unique sens de l'humour, mais peut aussi être en colère, surtout lorsque la vie d'un de ses élèves est menacée.
- Scarlett Vance : À l'Académie, Scarlett est la reine des gadgets. Elle donne des conseils pratiques qui vont droit au but, des discours inspirants et des gadgets fantastiques. Sous des dehors rudes, elle cache une grande chaleur. Celle-ci est très inventive et toujours avec de nouvelles technologies qui maintiennent en vie Delilah et Julius tout au long de leurs missions.
- Clément : Un autre espion de l'académie, Clément était un rival pour Delilah et Julius (saison 1 & 2) mais plus tard, il a changé pour devenir leur ami (saison 3 & 4). Il fait maintenant équipe avec La Punaise pour quelques missions depuis qu'Ursula a été arrêtée pour trahison (saison 3).
- La Punaise : Un partenaire de fréquent de Délilah et Julius, il a un bon cœur mais avec une réputation d'être une parfois une puanteur extrême. Ce n'est pas qu'il est naturellement mal propre mais, il est inévitablement entraîné dans des situations très malodorantes sur ses missions. La Punaise semble être attirée par Zoé, une nouvelle membre de l'Académie. (saison 3 & 4).
- Zoé Ling : Zoé est la plus récente recrue l'Académie, mais aussi une nouvelle rivale pour Delilah. Elle aime lire des bandes dessinées et elles les connaît tous par cœur. Lorsque Zoé arrive à bord de l'Académie, elle estime Julius adorable. Toutefois, une relation avec La Punaise est évoqué à travers quelques épisodes. Zoé est une rouquine et a plutôt une personnalité fougueuse. Ses compétences d'espionne se sont développés à l'Académie.

### Criminels
- Docteur Dément : Il est un jeune beau scientifique plié sur la domination du monde qui s'efforce de briser le moule stéréotypé d'un savant fou.
- Professeur Dément : Il est un génie du mal et le père de Docteur Dément.
- DJ Crochet : Une renommée internationale doté d'un crochet à la place d'une main.
- Glace : Une criminelle maître manipulatrisse de sciences de la terre qui aime également Julius.
- Calcine : Elle est la sœur de Glace. Elle aide sa sœur à faire plusieurs complots et elle adore Julius elle aussi.
- Marjolaine : Une jeune criminelle qui utilise son argent pour essayer de conquérir le monde.
- L'arnaqueur : Un maître de déguisement, il est à l'origine de certains des plus grands crimes jamais commis contre l'humanité. Personne n'a jamais vu son vrai visage, pas même l'une de ses nombreuses victimes.
- Baguio Joe : Cet homme possède une machine à contrôler la météo.
- Ursula : Une ancienne espionne de l'Académie qui est devenue un agent double.
- Tibor : Cet homme fait tout pour obtenir la liste Zéro, il est aussi le frère ainé de Julius.
- Tête d'ange et Roy : Ils sont un couple romantique de robots obsédés par l'anéantissement de la race humaine.
- Miss Sinistre : Cette femme est tout simplement impitoyable et cruelle qui ne vise qu'un objectif : être la personne la plus riche et la plus puissante de la planète. Elle a un faible pour Julius.
- Œil du mal : Un criminel qui reproche à Delilah d'avoir perdu un œil.
- Professeur Outhenberry : Alias le gardien du temps, ce type est totalement obsédé par le temps. Il le fondateur d'une machine à voyager dans le temps, malheureusement, son invention échoue. Mais a-t-elle vraiment échoué ?

## Épisodes

### Première saison (2005-2006)
1. Alerte au virus (The Underground) - Docteur Dément et son infirmière mettent au point un plan impliquant le professeur Carlov, un généticien naf qui aurait été mêlé à la disparition des parents de Delilah.
2. Une fameuse équipe (Fun for All) - La disparition d'un train transportant des athlètes étrangers mène Delilah & Julius sur la piste d'un complot sinistre de Miss Sinistre visant l'annihilation de la planète et la création d'un civilisation souterraine peuplée par les individus les plus beaux et les plus riches du monde.
3. Coup de froid (Ice, Ice Baby) - L'académie, comme toute la planète, est plongée au sœur de l'âge des ténèbres lorsque la sinistre et sexy Glace vole l'énergie du monde entier pour créer un appareil puissant capable de changer le climat.
4. Une taupe à l'Académie (The Delilah Identity) - À l'Académie, on soupçonne Delilah d'être une taupe. Elle réagit en faisant appel à son talent inné : elle part en mission d'infiltration pour prouver son innocence.
5. Une légende Maya (Mayans Ruined) - Lorsque des partenaires travaillent ensemble depuis longtemps, ils deviennent si à l'aise qu'ils ne voient plus les signaux subtils de l'autre. Pour Delilah et Julius cela peut s'avérer catastrophique !
6. Une histoire de famille (All You Need Is Love) - Delilah est victime d'une conspiration de vengeance à laquelle sont mêlés ses parents, un agent emprisonné à tort et un code secret navajo.
7. Le Projet « pouce vert » (Project Greenthumb) - D&J se rendent dans la chic ville de Londres pour retrouver un agent d'élite qui a disparu.
8. La Guerre des ondes (The Ratings War) - Programmes et Nouvelles Néoplanétaires envahit les ondes et, étrangement, obtient toutes les nouvelles en exclusivité avant ses concurrents. D&J, ainsi que Clément et Ursula, s'infiltrent à l'intérieur du réseau PENN pour découvrir qui se cache derrière ces nouvelles et d'où viennent ces informations.
9. L'Œil du cyclone (Eye of the Storm) - Pour encourager un sentiment d'unité (une idée de Al), on avise Delilah et Julius ainsi qu'Ursula et Clément, qu'ils doivent changer de partenaire pour de bon. Delilah et Julius doivent apprendre à travailler avec leurs nouveaux collaborateurs tout en mettant hors circuit un malfaiteur qui se sert des conditions climatiques comme d'une arme.
10. Sauver Scarlett (Saving Scarlett) - D&J célèbrent leur troisième anniversaire en tant que partenaires, bien entendu. Julius a un cadeau pour Delilah qu'il est romantique! Cependant, l'enlèvement de Scarlett les oblige à remettre leur petite fête.
11. Zombies en folie (Simple Minds) – L’avion dans lequel se trouvent D&J a des ratés et va s’écraser sur une île isolée! Comme ils ne peuvent sauter, devant leur mort imminente, Julius avoue ses sentiments à Delilah pour perdre la mémoire quelques minutes plus tard à la suite d'une commotion cérébrale.
12. L'Île aux gladiateurs (Hunk Island) – On confie à D&J la mission d’arrêter Marjolaine Calamité, qui enlève de jeunes acteurs et mannequins séduisants afin qu’ils se battent pour son affection à la manière des gladiateurs.
13. Aventures à Bornéo (Batman of Borneo) – Dr Thorax, une entomologiste de renommée mondiale, a lancé des insectes préprogrammés pour infecter les dirigeants de la Fédération mondiale avec un virus mortel. On envoie Delilah, Julius et La Punaise dans la jungle de Bornéo pour ramener un antidote et trouver un moyen de détruire les robots adjects du Dr Thorax.
14. Attention, avalanche ! (To Spy or Not to Spy) – C’est le temps des vacances à L’Académie et au grand dam de Délilah, tout le monde se retrouve à une station de ski. Lorsqu’elle apprend qu’on a aperçu un Big Foot à plusieurs reprises, Delilah voit ses vacances sous un nouvel angle.
15. Joyeux Noël (Last Day of Christmas) – C’est Noël, mais au lieu que la paix règne sur la terre, L’Académie et son yacht sont retenus en otage par un mystérieux personnage malfaisant. Seuls D&J peuvent accomplir un miracle de Noël.
16. Une date importante (A Very Important Date) – D&J infiltrent une agence de rencontres pour découvrir qui enlève de jeunes et beaux New-Yorkais.
17. L'Échange (The Ringmaster) – On affecte D&J à la protection de la fille précoce d’un généticien de génie obsédé par son travail.
18. Le Voleur de rêves (A Dreamer Never Dies) – Julius enquête dans un hôpital où l’on constate un nombre élevé d’individus dans le coma et découvre que le Docteur Dément vole les rêves des gens, y compris les siens!
19. Banquise à la dérive (A New Ice Age) - Glace veut se venger. Cette fois, elle a trouvé un moyen de faire geler lentement les océans de la terre, ce qui provoque une nouvelle période glaciaire.
20. Paris Dakar (Paris to Dakar) – D&J, à la poursuite de contrebandiers d’uranium, se font passer pour des pilotes dans la plus longue course automobile du monde.
21. Balle de match (Game, Set, Match) – D&J se font passer pour des joueurs de tennis professionnels afin de protéger une star internationale du tennis.
22. Le Chasseur (The Hunter) – Partout en Chine, des temples se font dévaliser et les services de renseignements croient qu’un ex-super agent du SIR serait responsable de ces méfaits.
23. Les Tarots de la terreur (Terror by Tarot) – D&J partent en mission secrète à la Nouvelle-Orléans dans le rôle de la Société historique mondiale assignés à la surveillance d’un masque mortuaire vaudou vieux de 300 ans.
24. Tout ce qui brille est or (The Truth Be Gold – Part 1 – All that Glitters is Gold) – Delilah part seule en mission secrète pour arrêter un groupe international responsable de la disparition de ses parents.
25. Voyez comme ils fuient (The Truth Be Gold – Part 2 – See How They Run) – Klaus est résolu à échapper à D&J, et Delilah est résolue à découvrir la vérité sur ses parents en interrogeant Klaus.
26. L'Héritage (The Truth Be Gold – Part 3 – Heir Apparent) – D&J découvrent que SIR a fermé L’Académie et emprisonné Al et Scarlett pour trahison.

### Deuxième saison (2007-2008)
1. Démons Cachés (The Fear Inside) - Delilah et Julius courent sauver l'Académie qui sera bientôt remplie d'un gaz paralysant.
2. L'Île du soleil couchant (Land of the Setting Sun) - Alors que Tokyo est totalement plongé dans le noir, Delilah et Julius doivent démasqué les coupables.
3. Devoir supplémentaire (Homework Detrimental) - Delilah, Julius et Zoé sont envoyés pour infiltrer une classe d'une école privée.
4. Al s'énerve (Al Riled Up) - Al est accusé de trahison et doit se battre pour sa vie lorsque Dynamo, un problème de son passé, le prend en otage.
5. Miss Polaris (The Case of the Comic Capers) - Delilah, Julius et Zoé sont envoyés en mission à un congrès où un horrible malfaiteur se plaît à commettre des crimes alambiqués, calqués sur des aventures de bandes dessinées.
6. Titre inconnu (Hollywood Plot) - Delilah et Julius partent en mission lorsqu'ils refusent de croire que DJ Crochet est devenu un producteur de films légitimes.
7. L'amour rend aveugle (Blinded by Love) - La vie de Delilah est mise en jeu par un piège mortel qui est posé par un criminel qui lui reproche d'avoir perdu son œil.
8. Sale boulot (A Dirty Job) - Delilah et Julius partent en mission. C'est alors que Julius découvre que la liste Zéro sera échangée au Quai14.
9. Un amour de robot (Love Bytes) - Delilah et Julius doivent arrêter tête d'ange, une mi-humaine, mi-androïdes, de créer une armée de robots pour exterminer la race humaine.
10. Au royaume du Tibet (Pressure Drop) - Delilah et Zoé doivent sauver Julius, La Punaise et Clément de Miss Siniste lorsqu'ils sont en voyage vers un monastère au Tibet pour en savoir plus sur la Liste Zéro.
11. Glaces éternelles (Frozen in Time) - L'Académie vient à la rescousse de Delilah et Julius lorsqu'ils se sont retrouvés congelés après avoir enquêté sur un laboratoire de cryogénie.
12. La Tour en folie (All Along the Clocktower) - L'agent Robinson est en danger. Delilah et Julius partent à son secours. D&J voient un aperçu de la possibilité de voyager dans le temps et Delilah revisite un souvenir de son passé.
13. Midi pile (The Zero Hour) - Delilah, Julius, La Punaise et Clément se rendent dans une ville fantôme et ils découvrent à quel points les méchants sont nombreux pour avoir la liste Zéro.
14. Laissez-Passé familial (Family Pass) - Julius fuit l'Académie alors qu'il est sous enquête pour trahison et se retrouve au cœur d'une guerre de super agents risquant la vie d'innocents visiteurs d'un parc d'attractions.
15. L'Invasion (Bugged) - L'Académie est envahie par des insectes à la suite de menaces de mutation génétique à l'aide d'insectes proférées par le docteur Throrax à Julius.
16. L'Aube d'une nouvelle ère (Dawn of a New Day) - Tête d'ange et Roy, le duo robot romantique, on trouver un plan pour conquérir le monde. Delilah et Julius ont seulement jusqu'au lever du soleil pour sauver le monde.
17. Rien que tous les deux (Just the Two of Us) - Delilah et Julius comprennent qu'avoir des admirateurs est certes flatteur, mais peut aussi s'avérer cruellement… mortel!
18. Un duo d'enfer (Breakout) - Lorsque Dynimo s'échappe avec Ursula, Delilah et Julius partent en mission pour les arrêter dans un mystérieux endroit qui leur est bizarrement, familier.
19. À bout de souffle (Every Breath You Take) - Delilah et Julius plongent en haute mer à la recherche de poisons mortels et tombent nez à nez avec un ennemi sous-marin bien plus dangereux encore: Dexter J. Hook. 
20. Méchant Robot (The Traitor Within) - Delilah et Julius doivent démasquer le voleur d'un micro bot mortel.
21. Vive les vacances! (The Fugitive Vacationer) - Ce n'est pas les vacances de rêves de Delilah et Julius lorsqu'ils doivent protégé une star du surf qui est la cible de deux assassins.
22. Mesures Extrêmes (Extreme Mesures) - Delilah, Julius, Zoé et La Punaise partent aux trousses de trois hommes à moto sur les toits de l'inde qui sont des travaillants de Tibor.
23. Dément et fils! (To Dismay's Dismay) - Scarlett doit trouver un antidote d'un virus qui prive les gens de sommeil. Delilah et Julius doivent arrêter les deux acolytes du Docteur Dément qui a servi de cobaye pour l'expérience.
24. Passé, Présent, Futur - partie 1 (The End of Tomorrow - part 1) - Delilah et Julius doivent arrêter Tibor quand il dispose tout le matériel pour voyager dans le temps.
25. Passé, Présent, Futur - partie 2 (The End of Tomorrow - part 2) - C'est une course pour sauver Al lorsque Delilah et Julius apprennent qu'il détient la clé de la liste Zéro.
26. Passé, Présent, Futur - partie 3 (The End of Tomorrow - part 3) - Delilah et Julius voyagent vers le passé pour mettre fin à Tibor lorsque le mauvais fonctionnement de la machine à voyager dans le temps menace de déchirer le tissu de l'espace et le temps.

## Doublage
- Catherine Bonneau (S1-2) puis Johanne Lebrun : Delilah (S1-2)
- Éric Paulhus (S1-2) puis Philippe Martin : Julius
- Sylvain Hétu : Al
- Dominique Quesnel : Scarlett
- Philippe Martin : Punaise
- Johanne Lebrun : Marjorie

 Source et légende : version québécoise (VQ) sur Doublage.qc.ca

## DVD
- Titre : Delilah & Julius - The Complete first season : La première saison complète.
- Durée : Environ 290 minutes
- Volume : 1
- Contient : Les 13 premiers épisodes
- Sortie : 9 septembre 2008